# En vän med en bil
"En vän med en bil" är en låt av den svenska popartisten Håkan Hellström, släppt som den tredje singeln från albumet Känn ingen sorg för mig Göteborg den 19 februari 2001. Singelns b-sida är Hellströms första riktiga b-sida, i meningen att det är den första låten som är exklusivt en b-sida. Låten heter "Här kommer lyckan för hundar som oss", och melodin är hämtad från Broder Daniels "Son of S:t Jacobs". Denna låt återkom dessutom senare på Håkan Hellströms andra skiva, Det är så jag säger det. Singeln nådde som högst plats 27 på den svenska singellistan 2001. På Trackslistan blev det hans första etta och det årets tredje största hit.

## Musikvideo
Precis som med albumets två förra singlar gjordes det också en video till "En vän med en bil", som regisserades av Karl Johan Larsson 2001. Videon är delvis ett montage där man i vissa scener får se Hellström uppträda live iförd sin då karaktäristiska sjömanskostymsklädsel, och i andra när han åker i en bil på en öppen väg.

## Låtlista
Alla låtar skrivna av Håkan Hellström
1. "En vän med en bil" – 3:40
2. "Här kommer lyckan för hundar som oss" – 4:07 (Melodi av Henrik Berggren ("Son of S:t Jacobs"))

## Listplaceringar
| Lista (2001) | Topplacering |
| ------------ | ------------ |
| Sverige      | 27           |

### Fotnoter
1. ↑  Håkan Hellströms officiella webbplats - Diskografi Arkiverad 27 juli 2010 hämtat från the Wayback Machine.. Läst 17 juni 2010.
2. ↑  Placeringar på den svenska singellistan